# Chloromantis
Chloromantis es un género de mantis  (insectos del orden Mantodea) que cuenta con las siguientes especies. Es originario de África.

## Especies
- Chloromantis impunctata
- Chloromantis rhombica